# South Daytona
South Daytona est une ville dans l’État de Floride, aux États-Unis.

## Démographie
| 1940 | 1950 | 1960  | 1970  | 1980   | 1990   |
| ---- | ---- | ----- | ----- | ------ | ------ |
| 571  | 692  | 1 954 | 4 979 | 11 252 | 12 482 |

| 2000   | 2010   | - | - | - | - |
| ------ | ------ | - | - | - | - |
| 13 177 | 12 252 | - | - | - | - |